# Bondeno
Bondeno é uma comuna italiana da região da Emília-Romanha, província de Ferrara, com cerca de 15.671 habitantes. Estende-se por uma área de 175 km², tendo uma densidade populacional de 90 hab/km². Faz fronteira com Cento, Felonica (MN), Ferrara, Ficarolo (RO), Finale Emilia (MO), Mirabello, Mirandola (MO), Sant'Agostino, Sermide (MN), Vigarano Mainarda.

## Demografia
| Variação demográfica do município entre 1861 e 2011                               |
|                                                                                   |
| Fonte: Istituto Nazionale di Statistica (ISTAT) - Elaboração gráfica da Wikipedia |